# Genrich Fedosov
Genrich Aleksandrovič Fedosov (in russo Генрих Александрович Федосов?, traslitterazione anglosassone: Genrikh Aleksandrovich Fedosov; Velikie Luki, 6 dicembre 1932 – Mosca, 20 dicembre 2005) è stato un calciatore sovietico, di ruolo attaccante.